# Lijst van burgemeesters van Maasniel
Dit is een lijst van burgemeesters van de voormalige Nederlandse gemeente Maasniel tot die gemeente in 1959 opging in de gemeente Roermond.
| Ambtsperiode | Naam burgemeester                    | Partij of stroming | Bijzonderheden                                                                          |
| ------------ | ------------------------------------ | ------------------ | --------------------------------------------------------------------------------------- |
| 18?? - 18??  | J.W. Maessen                         |                    | schout/burgemeester                                                                     |
| 18?? - 1849  | S. Wackers                           |                    |                                                                                         |
| 1849 - 1861  | J.W. Maessen                         |                    |                                                                                         |
| 1861 - 1867? | J.H. Wackers                         |                    |                                                                                         |
| 1867 - 1872? | H.H. Bremmers                        |                    |                                                                                         |
| 1872 - 1899  | Th.H. Wackers                        |                    |                                                                                         |
| 1899 - 1915  | Louis (L.H.P.M) Strens               |                    | tevens burgemeester van Swalmen (1895-1924)                                             |
| 1915 - 1917  | F.A.J. Schmier                       |                    | later burgemeester van Brunssum                                                         |
| 1917 - 1937  | F.A.H. Wackers                       |                    |                                                                                         |
| 1937 - 1941  | Jan (J.P.H.) Joosten                 |                    | eerder burgemeester van Wessem                                                          |
| 1942 - 1943  | Mr. Paul (P.J.) Reymer               |                    | waarnemend, tevens burgemeester van Roermond                                            |
| 1943 - 1944  | Ir. Anton (A.) Honig van den Bossche | NSB                | waarnemend                                                                              |
| 1945 - 1951  | Jan (J.P.H.) Joosten                 |                    |                                                                                         |
| 1951 - 1959  | J.Th. Mooren                         | KVP                | eerder burgemeester van Vlodrop en Melick en Herkenbosch, later burgemeester van Beesel |